# Vuelta a España 2016
La Vuelta a España 2016, settantunesima edizione della corsa ciclistica iberica, valida come ventunesima prova dell'UCI World Tour 2016, si è svolta in ventuno tappe dal 20 agosto all'11 settembre 2016 per un percorso totale di 3 315,4 km. La vittoria è andata al colombiano Nairo Quintana con il tempo di 83h31'28" alla media di 39,694 km/h, davanti al britannico Chris Froome e all'altro colombiano, Esteban Chaves.
Sul traguardo di Madrid 159 ciclisti hanno portato a termine la competizione.

## Tappe
| Tappa  | Data         | Percorso                                                      | km      | Vincitore di tappa  | Leader cl. generale |
| ------ | ------------ | ------------------------------------------------------------- | ------- | ------------------- | ------------------- |
| 1ª     | 20 agosto    | Ourense Termal > Parque N. Castrelo de Miño (cron. a squadre) | 27,8    | Team Sky            | Peter Kennaugh      |
| 2ª     | 21 agosto    | Ourense Capital Termal > Baiona                               | 160,8   | Gianni Meersman     | Michał Kwiatkowski  |
| 3ª     | 22 agosto    | Marín > Dumbría/Mirador de Ézaro                              | 176,4   | Alexandre Geniez    | Rubén Fernández     |
| 4ª     | 23 agosto    | Betanzos > San Andrés de Teixido                              | 163,5   | Lilian Calmejane    | Darwin Atapuma      |
| 5ª     | 24 agosto    | Viveiro > Lugo                                                | 171,3   | Gianni Meersman     | Darwin Atapuma      |
| 6ª     | 25 agosto    | Monforte de Lemos > Luintra/Ribeira Sacra                     | 163,2   | Simon Yates         | Darwin Atapuma      |
| 7ª     | 26 agosto    | Maceda > Puebla de Sanabria                                   | 158,5   | Jonas Van Genechten | Darwin Atapuma      |
| 8ª     | 27 agosto    | Villalpando > La Camperona/Valle de Sabero                    | 181,5   | Sergej Lagutin      | Nairo Quintana      |
| 9ª     | 28 agosto    | Cistierna > Oviedo/Alto del Naranco                           | 164,5   | David de la Cruz    | David de la Cruz    |
| 10ª    | 29 agosto    | Lugones > Lagos de Covadonga                                  | 188,7   | Nairo Quintana      | Nairo Quintana      |
|        | 30 agosto    | giorno di riposo                                              |         |                     |                     |
| 11ª    | 31 agosto    | Colunga/Museo Jurásico > Peña Cabarga                         | 168,6   | Chris Froome        | Nairo Quintana      |
| 12ª    | 1º settembre | Los Corrales de Buelna > Bilbao                               | 193,2   | Jens Keukeleire     | Nairo Quintana      |
| 13ª    | 2 settembre  | Bilbao > Urdax-Dantxarinea                                    | 213,4   | Valerio Conti       | Nairo Quintana      |
| 14ª    | 3 settembre  | Urdax-Dantxarinea > Aubisque/Gourette (FRA)                   | 196     | Robert Gesink       | Nairo Quintana      |
| 15ª    | 4 settembre  | Sabiñánigo > Sallent de Gállego/Aramón Formigal               | 118,5   | Gianluca Brambilla  | Nairo Quintana      |
| 16ª    | 5 settembre  | Alcañiz > Peñíscola                                           | 156,4   | Jempy Drucker       | Nairo Quintana      |
|        | 6 settembre  | giorno di riposo                                              |         |                     |                     |
| 17ª    | 7 settembre  | Castellón > Lucena/Camins del Penyagolosa                     | 177,5   | Mathias Frank       | Nairo Quintana      |
| 18ª    | 8 settembre  | Requena > Gandia                                              | 200,6   | Magnus Cort Nielsen | Nairo Quintana      |
| 19ª    | 9 settembre  | Jávea > Calp (cron. individuale)                              | 37      | Chris Froome        | Nairo Quintana      |
| 20ª    | 10 settembre | Benidorm > Alto de Aitana/Escuadrón Ejército del Aire         | 193,2   | Pierre Latour       | Nairo Quintana      |
| 21ª    | 11 settembre | Las Rozas > Madrid                                            | 104,8   | Magnus Cort Nielsen | Nairo Quintana      |
| Totale | Totale       | Totale                                                        | 3 315,4 |                     |                     |

## Squadre e corridori partecipanti
Alla Vuelta a España 2016 sono state invitate 22 squadre: le diciotto iscritte all'UCI World Tour, più quattro formazioni con licenza Professional Continental (le francesi Direct Énergie e Cofidis, la tedesca Bora-Argon 18 e la spagnola Caja Rural-Seguros RGA).
| N.      | Cod. | Squadra             |
| ------- | ---- | ------------------- |
| 1-9     | MOV  | Movistar Team       |
| 11-19   | TNK  | Tinkoff             |
| 21-29   | SKY  | Team Sky            |
| 31-39   | BMC  | BMC Racing Team     |
| 41-49   | TLJ  | Team Lotto NL-Jumbo |
| 51-59   | OBE  | Orica-BikeExchange  |
| 61-69   | AST  | Astana Pro Team     |
| 71-79   | FDJ  | FDJ                 |
| 81-89   | TGA  | Team Giant-Alpecin  |
| 91-99   | TFS  | Trek-Segafredo      |
| 101-109 | ALM  | AG2R La Mondiale    |

| N.      | Cod. | Squadra                |
| ------- | ---- | ---------------------- |
| 111-119 | KAT  | Team Katusha           |
| 121-129 | LTS  | Lotto-Soudal           |
| 131-139 | EQS  | Etixx-Quick Step       |
| 141-149 | CDT  | Cannondale-Drapac      |
| 151-159 | DDD  | Team Dimension Data    |
| 161-169 | IAM  | IAM Cycling            |
| 171-179 | LAM  | Lampre-Merida          |
| 181-189 | COF  | Cofidis                |
| 191-199 | BOA  | Bora-Argon 18          |
| 201-209 | CJR  | Caja Rural-Seguros RGA |
| 211-219 | DEN  | Direct Énergie         |

## Dettaglio delle tappe

### 1ª tappa
- 20 agosto: Ourense Termal/Balneario de Laias > Parque Náutico Castrelo de Miño – Cronometro a squadre – 27,8 km

Risultati
| Pos. | Squadra            | Tempo  |
| ---- | ------------------ | ------ |
| 1    | Team Sky           | 30'37" |
| 2    | Movistar Team      | s.t.   |
| 3    | Orica-BikeExchange | a 6"   |

| Pos. | Corridore          | Squadra | Tempo  |
| ---- | ------------------ | ------- | ------ |
| 1    | Peter Kennaugh     | Sky     | 30'37" |
| 2    | Salvatore Puccio   | Sky     | s.t.   |
| 3    | Michał Kwiatkowski | Sky     | s.t.   |

### 2ª tappa
- 21 agosto: Ourense Capital Termal > Baiona – 160,8 km

Risultati
| Pos. | Corridore           | Squadra | Tempo    |
| ---- | ------------------- | ------- | -------- |
| 1    | Gianni Meersman     | Etixx   | 4h16'39" |
| 2    | Michael Schwarzmann | Bora    | s.t.     |
| 3    | Magnus Cort Nielsen | Orica   | s.t.     |

| Pos. | Corridore          | Squadra  | Tempo    |
| ---- | ------------------ | -------- | -------- |
| 1    | Michał Kwiatkowski | Sky      | 4h47'16" |
| 2    | José Joaquín Rojas | Movistar | s.t.     |
| 3    | Alejandro Valverde | Movistar | s.t.     |

### 3ª tappa
- 22 agosto: Marín > Dumbría/Mirador de Ézaro – 176,4 km

Risultati
| Pos. | Corridore          | Squadra  | Tempo    |
| ---- | ------------------ | -------- | -------- |
| 1    | Alexandre Geniez   | FDJ      | 4h28'36" |
| 2    | Rubén Fernández    | Movistar | a 21"    |
| 3    | Alejandro Valverde | Movistar | a 26"    |

| Pos. | Corridore          | Squadra  | Tempo    |
| ---- | ------------------ | -------- | -------- |
| 1    | Rubén Fernández    | Movistar | 9h16'07" |
| 2    | Alejandro Valverde | Movistar | a 7"     |
| 3    | Chris Froome       | Sky      | a 11"    |

### 4ª tappa
- 23 agosto: Betanzos > San Andrés de Teixido – 163,5 km

Risultati
| Pos. | Corridore        | Squadra    | Tempo    |
| ---- | ---------------- | ---------- | -------- |
| 1    | Lilian Calmejane | Direct     | 4h05'19" |
| 2    | Darwin Atapuma   | BMC        | a 15"    |
| 3    | Ben King         | Cannondale | s.t.     |

| Pos. | Corridore          | Squadra  | Tempo     |
| ---- | ------------------ | -------- | --------- |
| 1    | Darwin Atapuma     | BMC      | 13h23'10" |
| 2    | Alejandro Valverde | Movistar | a 28"     |
| 3    | Chris Froome       | Sky      | a 32"     |

### 5ª tappa
- 24 agosto: Viveiro > Lugo – 171,3 km

Risultati
| Pos. | Corridore       | Squadra | Tempo    |
| ---- | --------------- | ------- | -------- |
| 1    | Gianni Meersman | Etixx   | 4h16'42" |
| 2    | Fabio Felline   | Trek    | s.t.     |
| 3    | Kévin Réza      | FDJ     | s.t.     |

| Pos. | Corridore          | Squadra  | Tempo     |
| ---- | ------------------ | -------- | --------- |
| 1    | Darwin Atapuma     | BMC      | 17h39'52" |
| 2    | Alejandro Valverde | Movistar | a 28"     |
| 3    | Chris Froome       | Sky      | a 32"     |

### 6ª tappa
- 25 agosto: Monforte de Lemos > Luintra/Ribeira Sacra – 163,2 km

Risultati
| Pos. | Corridore         | Squadra | Tempo    |
| ---- | ----------------- | ------- | -------- |
| 1    | Simon Yates       | Orica   | 4h05'00" |
| 2    | Luis León Sánchez | Astana  | a 20"    |
| 3    | Fabio Felline     | Trek    | a 22"    |

| Pos. | Corridore          | Squadra  | Tempo     |
| ---- | ------------------ | -------- | --------- |
| 1    | Darwin Atapuma     | BMC      | 21h45'21" |
| 2    | Alejandro Valverde | Movistar | a 28"     |
| 3    | Chris Froome       | Sky      | a 32"     |

### 7ª tappa
- 26 agosto: Maceda > Puebla de Sanabria – 158,5 km

Risultati
| Pos. | Corridore           | Squadra  | Tempo    |
| ---- | ------------------- | -------- | -------- |
| 1    | Jonas Van Genechten | IAM      | 3h55'44" |
| 2    | Daniele Bennati     | Tinkoff  | s.t.     |
| 3    | Alejandro Valverde  | Movistar | s.t.     |

| Pos. | Corridore          | Squadra  | Tempo     |
| ---- | ------------------ | -------- | --------- |
| 1    | Darwin Atapuma     | BMC      | 25h41'05" |
| 2    | Alejandro Valverde | Movistar | a 24"     |
| 3    | Chris Froome       | Sky      | a 32"     |

### 8ª tappa
- 27 agosto: Villalpando > La Camperona/Valle de Sabero – 181,5 km

Risultati
| Pos. | Corridore        | Squadra | Tempo    |
| ---- | ---------------- | ------- | -------- |
| 1    | Sergej Lagutin   | Katusha | 4h09'30" |
| 2    | Axel Domont      | AG2R    | a 10"    |
| 3    | Perrig Quéméneur | Direct  | a 17"    |

| Pos. | Corridore          | Squadra  | Tempo     |
| ---- | ------------------ | -------- | --------- |
| 1    | Nairo Quintana     | Movistar | 29h55'54" |
| 2    | Alejandro Valverde | Movistar | a 19"     |
| 3    | Chris Froome       | Sky      | a 27"     |

### 9ª tappa
- 28 agosto: Cistierna > Oviedo/Alto del Naranco – 164,5 km

Risultati
| Pos. | Corridore        | Squadra    | Tempo    |
| ---- | ---------------- | ---------- | -------- |
| 1    | David de la Cruz | Etixx      | 3h47'56" |
| 2    | Dries Devenyns   | IAM        | a 27"    |
| 3    | Moreno Moser     | Cannondale | a 33"    |

| Pos. | Corridore          | Squadra  | Tempo     |
| ---- | ------------------ | -------- | --------- |
| 1    | David de la Cruz   | Etixx    | 33h46'24" |
| 2    | Nairo Quintana     | Movistar | a 22"     |
| 3    | Alejandro Valverde | Movistar | a 41"     |

### 10ª tappa
- 29 agosto: Lugones > Lagos de Covadonga – 188,7 km

Risultati
| Pos. | Corridore      | Squadra  | Tempo    |
| ---- | -------------- | -------- | -------- |
| 1    | Nairo Quintana | Movistar | 4h50'31" |
| 2    | Robert Gesink  | Lotto NL | a 24"    |
| 3    | Chris Froome   | Sky      | a 25"    |

| Pos. | Corridore          | Squadra  | Tempo     |
| ---- | ------------------ | -------- | --------- |
| 1    | Nairo Quintana     | Movistar | 38h37'07" |
| 2    | Alejandro Valverde | Movistar | a 57"     |
| 3    | Chris Froome       | Sky      | a 58"     |

### 11ª tappa
- 31 agosto: Colunga/Museo Jurásico > Peña Cabarga – 168,6 km

Risultati
| Pos. | Corridore          | Squadra  | Tempo    |
| ---- | ------------------ | -------- | -------- |
| 1    | Chris Froome       | Sky      | 3h44'47" |
| 2    | Nairo Quintana     | Movistar | a 3"     |
| 3    | Alejandro Valverde | Movistar | a 6"     |

| Pos. | Corridore          | Squadra  | Tempo     |
| ---- | ------------------ | -------- | --------- |
| 1    | Nairo Quintana     | Movistar | 42h21'48" |
| 2    | Chris Froome       | Sky      | a 54"     |
| 3    | Alejandro Valverde | Movistar | a 1'05"   |

### 12ª tappa
- 1º settembre: Los Corrales de Buelna > Bilbao – 193,2 km

Risultati
| Pos. | Corridore       | Squadra | Tempo    |
| ---- | --------------- | ------- | -------- |
| 1    | Jens Keukeleire | Orica   | 4h31'43" |
| 2    | Maxime Bouet    | Etixx   | s.t.     |
| 3    | Fabio Felline   | Trek    | s.t.     |

| Pos. | Corridore          | Squadra  | Tempo     |
| ---- | ------------------ | -------- | --------- |
| 1    | Nairo Quintana     | Movistar | 46h53'31" |
| 2    | Chris Froome       | Sky      | a 54"     |
| 3    | Alejandro Valverde | Movistar | a 1'05"   |

### 13ª tappa
- 2 settembre: Bilbao > Urdax-Dantxarinea – 213,4 km

Risultati
| Pos. | Corridore      | Squadra | Tempo    |
| ---- | -------------- | ------- | -------- |
| 1    | Valerio Conti  | Lampre  | 5h29'04" |
| 2    | Danilo Wyss    | BMC     | a 55"    |
| 3    | Sergej Lagutin | Katusha | s.t.     |

| Pos. | Corridore          | Squadra  | Tempo     |
| ---- | ------------------ | -------- | --------- |
| 1    | Nairo Quintana     | Movistar | 52h56'29" |
| 2    | Chris Froome       | Sky      | a 54"     |
| 3    | Alejandro Valverde | Movistar | a 1'05"   |

### 14ª tappa
- 3 settembre: Urdax-Dantxarinea > Aubisque/Gourette (FRA) – 196 km

Risultati
| Pos. | Corridore       | Squadra  | Tempo    |
| ---- | --------------- | -------- | -------- |
| 1    | Robert Gesink   | Lotto NL | 5h43'24" |
| 2    | Kenny Elissonde | FDJ      | a 7"     |
| 3    | Egor Silin      | Katusha  | a 9"     |

| Pos. | Corridore      | Squadra  | Tempo     |
| ---- | -------------- | -------- | --------- |
| 1    | Nairo Quintana | Movistar | 58h41'40" |
| 2    | Chris Froome   | Sky      | a 54"     |
| 3    | Esteban Chaves | Orica    | a 2'01"   |

### 15ª tappa
- 4 settembre: Sabiñánigo > Sallent de Gállego/Aramón Formigal – 118,5 km

Risultati
| Pos. | Corridore          | Squadra  | Tempo    |
| ---- | ------------------ | -------- | -------- |
| 1    | Gianluca Brambilla | Etixx    | 2h54'30" |
| 2    | Nairo Quintana     | Movistar | a 3"     |
| 3    | Fabio Felline      | Trek     | a 25"    |

| Pos. | Corridore      | Squadra  | Tempo     |
| ---- | -------------- | -------- | --------- |
| 1    | Nairo Quintana | Movistar | 61h36'07" |
| 2    | Chris Froome   | Sky      | a 3'37"   |
| 3    | Esteban Chaves | Orica    | a 3'57"   |

### 16ª tappa
- 5 settembre: Alcañiz > Peñíscola – 156,4 km

Risultati
| Pos. | Corridore     | Squadra | Tempo    |
| ---- | ------------- | ------- | -------- |
| 1    | Jempy Drucker | BMC     | 3h21'18" |
| 2    | Rüdiger Selig | Bora    | s.t.     |
| 3    | Nikias Arndt  | Giant   | s.t.     |

| Pos. | Corridore      | Squadra  | Tempo     |
| ---- | -------------- | -------- | --------- |
| 1    | Nairo Quintana | Movistar | 64h57'27" |
| 2    | Chris Froome   | Sky      | a 3'37"   |
| 3    | Esteban Chaves | Orica    | a 3'57"   |

### 17ª tappa
- 7 settembre: Castellón > Lucena/Camins del Penyagolosa – 177,5 km

Risultati
| Pos. | Corridore     | Squadra  | Tempo    |
| ---- | ------------- | -------- | -------- |
| 1    | Mathias Frank | IAM      | 4h34'38" |
| 2    | Leopold König | Sky      | a 6"     |
| 3    | Robert Gesink | Lotto NL | a 11"    |

| Pos. | Corridore      | Squadra  | Tempo     |
| ---- | -------------- | -------- | --------- |
| 1    | Nairo Quintana | Movistar | 69h35'32" |
| 2    | Chris Froome   | Sky      | a 3'37"   |
| 3    | Esteban Chaves | Orica    | a 3'57"   |

### 18ª tappa
- 8 settembre: Requena > Gandia – 200,6 km

Risultati
| Pos. | Corridore           | Squadra | Tempo    |
| ---- | ------------------- | ------- | -------- |
| 1    | Magnus Cort Nielsen | Orica   | 4h54'31" |
| 2    | Nikias Arndt        | Giant   | s.t.     |
| 3    | Jempy Drucker       | BMC     | s.t.     |

| Pos. | Corridore      | Squadra  | Tempo     |
| ---- | -------------- | -------- | --------- |
| 1    | Nairo Quintana | Movistar | 74h30'03" |
| 2    | Chris Froome   | Sky      | a 3'37"   |
| 3    | Esteban Chaves | Orica    | a 3'57"   |

### 19ª tappa
- 9 settembre: Jávea > Calp – Cronometro individuale – 37 km

Risultati
| Pos. | Corridore            | Squadra  | Tempo   |
| ---- | -------------------- | -------- | ------- |
| 1    | Chris Froome         | Sky      | 46'33"  |
| 2    | Jonathan Castroviejo | Movistar | a 44"   |
| 3    | Tobias Ludvigsson    | Giant    | a 1'24" |

| Pos. | Corridore        | Squadra  | Tempo     |
| ---- | ---------------- | -------- | --------- |
| 1    | Nairo Quintana   | Movistar | 75h18'42" |
| 2    | Chris Froome     | Sky      | a 1'21"   |
| 3    | Alberto Contador | Tinkoff  | a 3'43"   |

### 20ª tappa
- 10 settembre: Benidorm > Alto de Aitana/Escuadrón Ejército del Aire – 193,2 km

Risultati
| Pos. | Corridore      | Squadra | Tempo    |
| ---- | -------------- | ------- | -------- |
| 1    | Pierre Latour  | AG2R    | 5h19'41" |
| 2    | Darwin Atapuma | BMC     | a 2"     |
| 3    | Fabio Felline  | Trek    | a 17"    |

| Pos. | Corridore      | Squadra  | Tempo     |
| ---- | -------------- | -------- | --------- |
| 1    | Nairo Quintana | Movistar | 80h42'36" |
| 2    | Chris Froome   | Sky      | a 1'23"   |
| 3    | Esteban Chaves | Orica    | a 4'08"   |

### 21ª tappa
- 11 settembre: Las Rozas > Madrid – 104,8 km

Risultati
| Pos. | Corridore           | Squadra | Tempo    |
| ---- | ------------------- | ------- | -------- |
| 1    | Magnus Cort Nielsen | Orica   | 2h48'52" |
| 2    | Daniele Bennati     | Tinkoff | s.t.     |
| 3    | Gianni Meersman     | Etixx   | s.t.     |

| Pos. | Corridore      | Squadra  | Tempo     |
| ---- | -------------- | -------- | --------- |
| 1    | Nairo Quintana | Movistar | 83h31'28" |
| 2    | Chris Froome   | Sky      | a 1'23"   |
| 3    | Esteban Chaves | Orica    | a 4'08"   |

## Evoluzione delle classifiche
| Tappa              | Vincitore           | Classifica generale Maglia rossa | Classifica a punti Maglia verde | Classifica scalatori Maglia a pois | Classifica combinata Maglia bianca | Classifica a squadre | Premio combattività |
| ------------------ | ------------------- | -------------------------------- | ------------------------------- | ---------------------------------- | ---------------------------------- | -------------------- | ------------------- |
| 1ª                 | Team Sky            | Peter Kennaugh                   | non assegnata                   | non assegnata                      | non assegnata                      | Team Sky             | non assegnato       |
| 2ª                 | Gianni Meersman     | Michał Kwiatkowski               | Gianni Meersman                 | Laurent Pichon                     | Laurent Pichon                     | Team Sky             | non assegnato       |
| 3ª                 | Alexandre Geniez    | Rubén Fernández                  | Alexandre Geniez                | Alexandre Geniez                   | Rubén Fernández                    | Movistar Team        | Simon Pellaud       |
| 4ª                 | Lilian Calmejane    | Darwin Atapuma                   | Alexandre Geniez                | Alexandre Geniez                   | Darwin Atapuma                     | Movistar Team        | Thomas De Gendt     |
| 5ª                 | Gianni Meersman     | Darwin Atapuma                   | Gianni Meersman                 | Alexandre Geniez                   | Darwin Atapuma                     | Movistar Team        | Tiago Machado       |
| 6ª                 | Simon Yates         | Darwin Atapuma                   | Gianni Meersman                 | Alexandre Geniez                   | Darwin Atapuma                     | Movistar Team        | Omar Fraile         |
| 7ª                 | Jonas Van Genechten | Darwin Atapuma                   | Gianni Meersman                 | Alexandre Geniez                   | Darwin Atapuma                     | Movistar Team        | Luis Ángel Maté     |
| 8ª                 | Sergej Lagutin      | Nairo Quintana                   | Gianni Meersman                 | Sergej Lagutin                     | Alejandro Valverde                 | Etixx-Quick Step     | Jhonatan Restrepo   |
| 9ª                 | David de la Cruz    | David de la Cruz                 | Gianni Meersman                 | Thomas De Gendt                    | David de la Cruz                   | Etixx-Quick Step     | Luis León Sánchez   |
| 10ª                | Nairo Quintana      | Nairo Quintana                   | Alejandro Valverde              | Omar Fraile                        | Nairo Quintana                     | Movistar Team        | Luis Ángel Maté     |
| 11ª                | Chris Froome        | Nairo Quintana                   | Alejandro Valverde              | Nairo Quintana                     | Nairo Quintana                     | Movistar Team        | Tiago Machado       |
| 12ª                | Jens Keukeleire     | Nairo Quintana                   | Alejandro Valverde              | Nairo Quintana                     | Nairo Quintana                     | Movistar Team        | David López García  |
| 13ª                | Valerio Conti       | Nairo Quintana                   | Alejandro Valverde              | Sergej Lagutin                     | Nairo Quintana                     | BMC Racing Team      | Gatis Smukulis      |
| 14ª                | Robert Gesink       | Nairo Quintana                   | Alejandro Valverde              | Kenny Elissonde                    | Nairo Quintana                     | BMC Racing Team      | Simon Gerrans       |
| 15ª                | Gianluca Brambilla  | Nairo Quintana                   | Alejandro Valverde              | Kenny Elissonde                    | Nairo Quintana                     | BMC Racing Team      | Alberto Contador    |
| 16ª                | Jempy Drucker       | Nairo Quintana                   | Alejandro Valverde              | Kenny Elissonde                    | Nairo Quintana                     | BMC Racing Team      | Luis Ángel Maté     |
| 17ª                | Mathias Frank       | Nairo Quintana                   | Alejandro Valverde              | Kenny Elissonde                    | Nairo Quintana                     | BMC Racing Team      | Jaime Rosón         |
| 18ª                | Magnus Cort Nielsen | Nairo Quintana                   | Alejandro Valverde              | Kenny Elissonde                    | Nairo Quintana                     | BMC Racing Team      | Fumiyuki Beppu      |
| 19ª                | Chris Froome        | Nairo Quintana                   | Alejandro Valverde              | Kenny Elissonde                    | Nairo Quintana                     | BMC Racing Team      | Chris Froome        |
| 20ª                | Pierre Latour       | Nairo Quintana                   | Fabio Felline                   | Omar Fraile                        | Nairo Quintana                     | BMC Racing Team      | Luis León Sánchez   |
| 21ª                | Magnus Cort Nielsen | Nairo Quintana                   | Fabio Felline                   | Omar Fraile                        | Nairo Quintana                     | BMC Racing Team      | non assegnato       |
| Classifiche finali | Classifiche finali  | Nairo Quintana                   | Fabio Felline                   | Omar Fraile                        | Nairo Quintana                     | BMC                  | Alberto Contador    |

Maglie indossate da altri ciclisti in caso di due o più maglie vinte
- Nella 3ª tappa Bryan Nauleau ha indossato la maglia bianca al posto di Laurent Pichon.
- Nella 4ª tappa Simon Pellaud ha indossato la maglia a pois al posto di Alexandre Geniez.
- Nella 4ª tappa Alejandro Valverde ha indossato la maglia bianca al posto di Rubén Fernández.
- Nella 5ª tappa Thomas De Gendt ha indossato la maglia a pois al posto di Alexandre Geniez.
- Nella 5ª tappa Lilian Calmejane ha indossato la maglia bianca al posto di Darwin Atapuma.
- Dalla 6ª all'8ª tappa Alejandro Valverde ha indossato la maglia bianca al posto di Darwin Atapuma.
- Nella 10ª tappa Alejandro Valverde ha indossato la maglia bianca al posto di David de la Cruz.
- Dall'11ª alla 21ª tappa Chris Froome ha indossato la maglia bianca al posto di Nairo Quintana.
- Nella 12ª e nella 13ª tappa Omar Fraile ha indossato la maglia a pois al posto di Nairo Quintana.

## Classifiche finali

### Classifica generale - Maglia rossa
| Pos. | Corridore        | Squadra    | Tempo     |
| ---- | ---------------- | ---------- | --------- |
| 1    | Nairo Quintana   | Movistar   | 83h31'28" |
| 2    | Chris Froome     | Sky        | a 1'23"   |
| 3    | Esteban Chaves   | Orica      | a 4'08"   |
| 4    | Alberto Contador | Tinkoff    | a 4'21"   |
| 5    | Andrew Talansky  | Cannondale | a 7'43"   |
| 6    | Simon Yates      | Orica      | a 8'33"   |
| 7    | David de la Cruz | Etixx      | a 11'18"  |
| 8    | Daniel Moreno    | Movistar   | a 13'04"  |
| 9    | Davide Formolo   | Cannondale | a 13'17"  |
| 10   | George Bennett   | Lotto NL   | a 14'07"  |

### Classifica a punti - Maglia verde
| Pos. | Corridore          | Squadra  | Punti |
| ---- | ------------------ | -------- | ----- |
| 1    | Fabio Felline      | Trek     | 100   |
| 2    | Nairo Quintana     | Movistar | 97    |
| 3    | Alejandro Valverde | Movistar | 93    |
| 4    | Chris Froome       | Sky      | 92    |
| 5    | Luis León Sánchez  | Astana   | 75    |

### Classifica scalatori - Maglia a pois
| Pos. | Corridore        | Squadra   | Punti |
| ---- | ---------------- | --------- | ----- |
| 1    | Omar Fraile      | Dimension | 58    |
| 2    | Kenny Elissonde  | FDJ       | 57    |
| 3    | Robert Gesink    | Lotto NL  | 37    |
| 4    | Alexandre Geniez | FDJ       | 28    |
| 5    | Nairo Quintana   | Movistar  | 27    |

### Classifica combinata - Maglia bianca
| Pos. | Corridore          | Squadra  | Punti |
| ---- | ------------------ | -------- | ----- |
| 1    | Nairo Quintana     | Movistar | 8     |
| 2    | Chris Froome       | Sky      | 17    |
| 3    | Kenny Elissonde    | FDJ      | 34    |
| 4    | David de la Cruz   | Etixx    | 39    |
| 5    | Alejandro Valverde | Movistar | 41    |

### Classifica a squadre
| Pos. | Squadra           | Tempo      |
| ---- | ----------------- | ---------- |
| 1    | BMC Racing Team   | 249h48'23" |
| 2    | Movistar Team     | a 4'43"    |
| 3    | Cannondale-Drapac | a 22'44"   |
| 4    | Team Katusha      | a 35'19"   |
| 5    | AG2R La Mondiale  | a 35'30"   |